# Potassiccloropargasita
La potassiccloropargasita és un mineral de la classe dels silicats, que pertany al grup del nom arrel pargasita.

## Característiques
La potassiccloropargasita és un silicat de fórmula química {K}{Ca₂}{Mg₄Al}(Al₂Si₆O22)(Cl,OH)₂. També va ser coneguda com a cloropotassicpargasita.
Segons la classificació de Nickel-Strunz pertany a «09.DE - Inosilicats amb 2 cadenes dobles periòdiques, Si₄O11; clinoamfíbols» juntament amb els següents minerals: antofil·lita, cummingtonita, clinoholmquistita, grunerita, manganocummingtonita, manganogrunerita, permanganogrunerita, ferrofluoropedrizita, ferrifluoroleakeïta, actinolita, ferritschermakita, ferroactinolita, ferrohornblenda, ferrotschermakita, joesmithita, magnesiohornblenda, tremolita, tschermakita, cannilloïta, fluorcannil·loïta, parvomanganotremolita, fluorotremolita, potassicfluoropargasita, edenita, ferroedenita, ferrokaersutita, ferropargasita, hastingsita, kaersutita, magnesiohastingsita, pargasita, sadanagaïta, fluoroedenita, potassicferroferrisadanagaïta, potassicsadanagaïta, potassicpargasita, potassicferrosadanagaïta, magnesiofluorohastingsita, potassicfluorohastingsita, potassicclorohastingsita, fluoropargasita, parvomanganoedenita, potassicferrocloroedenita, potassicmagnesiohastingsita, potassicferropargasita, cromiopargasita, ferro-taramita, barroisita, ferroferribarroisita, ferroferriwinchita, ferribarroisita, ferroferritaramita, ferroferricatoforita, ferrobarroisita, ferrorichterita, ferrowinchita, ferrokatophorita, ferritaramita, magnesiotaramita, richterita, winchita, taramita, fluororichterita, katophorita, potassicfluororichterita, potassicrichterita, ferrighoseïta, ferriwinchita, fluorotaramita, arfvedsonita, eckermannita, ferroeckermannita, ferroglaucòfan, glaucòfan, potassicmanganileakeïta, manganoarfvedsonita, ferrileakeïta, magnesioriebeckita, magnesioarfvedsonita, nyboïta, riebeckita, manganomanganiungarettiïta, ferroferrinyboïta, clinoferroferriholmquistita, ferrinyboïta, ferroferrileakeïta, ferroferrifluoroleakeïta, sodicferriclinoferroholmquistita, magnesiofluoroarfvedsonita, ferripedrizita, potassicferrileakeïta, fluoronyboïta, manganidellaventuraïta, fluoropedrizita, potassicarfvedsonita, ferriobertiïta, potassicmagnesiofluoroarfvedsonita, ferroferripedrizita, potassicmagnesioarfvedsonita, pedrizita, ferropedrizita, fluoroleakeïta i ferroferriobertiïta.

## Formació i jaciments
Va ser descoberta a la muntanya Elgoras, a la tundra Sal nye (óblast de Múrmansk, Rússia). Es tracta de l'únic indret de tot el planeta on ha estat descrita aquesta espècie mineral.